# アレクサンドル・ファデーエフ
アレクサンドル・ウラジーミラヴィチ・ファデーエフ（ロシア語: Александр Владимирович Фадеев、ラテン翻字：Alexander Vladimirovich Fadeev、1964年1月4日 - ）は、旧ソビエト連邦出身の男性フィギュアスケート選手。
1984年サラエボオリンピック、1988年カルガリーオリンピック男子シングルソビエト連邦代表。1985年世界フィギュアスケート選手権優勝。ヨーロッパフィギュアスケート選手権優勝4回。ソ連選手権優勝6回。1980年世界ジュニアフィギュアスケート選手権優勝。
ロシア語読みでは「アリクサーンドル・ヴラヂーミラヴィチ・ファヂェーイェフ」に近い。愛称は、サーシャ。

## 経歴
- 1979年世界ジュニアフィギュアスケート選手権3位。
- 1980年世界ジュニアフィギュアスケート選手権優勝。
- 1984年ヨーロッパフィギュアスケート選手権優勝。
- 1984年、1986年、1987年世界フィギュアスケート選手権 3位。
- 1984年サラエボオリンピック 7位。NHK杯優勝。
- 1985年世界フィギュアスケート選手権優勝。
- 1987年、1988年、1989年ヨーロッパフィギュアスケート選手権 優勝。
- 1988年カルガリーオリンピック 4位。NHK杯優勝。
- 1990年代に北米でプロとしてディズニー・オン・アイスなどのショーで活動した後、シカゴ郊外でコーチとして活動している。

## 主な戦績
| 大会/年        | 1978-79 | 1979-80 | 1980-81 | 1981-82 | 1982-83 | 1983-84 | 1984-85 | 1985-86 | 1986-87 | 1987-88 | 1988-89 | 1989-90 |
| -------------- | ------- | ------- | ------- | ------- | ------- | ------- | ------- | ------- | ------- | ------- | ------- | ------- |
| オリンピック   |         |         |         |         |         | 7       |         |         |         | 4       |         |         |
| 世界選手権     |         | 14      |         | 10      | 4       | 3       | 1       | 3       | 3       | WD      | 4       |         |
| 欧州選手権     |         |         | 9       | 5       | 3       | 1       |         | 3       | 1       | 1       | 1       |         |
| NHK杯          |         | 9       |         |         | 2       |         | 1       |         | WD      |         | 1       | 2       |
| モスクワ国際   |         |         | 5       |         | 1       | 3       | 1       | 1       |         | 1       | 3       |         |
| 世界Jr.選手権  | 3       | 1       |         |         |         |         |         |         |         |         |         |         |
| ソビエト選手権 |         | 4       | 2       | 3       | 1       |         |         | 1       | 1       | 1       | 1       | 1       |